# 最後のフェルメール ナチスを欺いた画家
『最後のフェルメール ナチスを欺いた画家』（さいごのフェルメール ナチスをあざむいたがか、The Last Vermeer）は2019年のアメリカ合衆国の歴史映画。ダン・フリードキンの映画監督デビュー作で、出演はガイ・ピアースとクレス・バングなど。原作はジョナサン・ロペスが2008年に上梓した評伝『The Man Who Made Vermeers』。
日本国内で劇場公開されなかったが、デジタル配信が行われている。

## ストーリー
終戦直後のオランダ。ジョセフ・ピラーはナチスによって略奪された美術品に関する捜査を行っていた。ピラーが担当していた案件の中でも、ハン・ファン・メーヘレンの存在は特に際立っていた。メーヘレンは貴重なフェルメールの絵画をナチス高官に高値で売却したとされ、死刑を宣告されてもおかしくなかった。
ところが、ジョセフの捜査が進むにつれ、思いも寄らぬ真実が明らかになった。メーヘレンはフェルメールの贋作―しかも、ベテランの鑑定士ですら見抜けないほどの出来映え―を自作し、それをナチス高官に売りつけていたのである。しかし、この真実を司法の場で認めさせるのは困難な状況にあった。と言うのも、世論は戦争犯罪者を早急に裁くよう求めており、そうした声が司法の判断にも影響を及ぼしていたのである。それでもなお、ジョセフは正義のためにメーヘレンの側に立つことにした。

## キャスト
- ハン・ファン・メーヘレン: ガイ・ピアース
- ジョセフ・ピラー: クレス・バング
- ミンナ・ホルバーグ: ヴィッキー・クリープス
- エスペル・ヴェッセル: ローランド・ムーラー
- アレックス・デ・クラークス: アウグスト・ディール
- クッツェ・ヘニング: オリヴィア・グラント（英語版）
- ディルク・ハネマ: エイドリアン・スカーボロー（英語版）

## 製作
2018年4月25日、ガイ・ピアース、クレス・バング、ヴィッキー・クリープス、ローランド・ムーラーが映画『Lyrebird』に出演すると報じられた。同月、本作の主要撮影がイギリスとオランダで始まった。2019年5月14日、ヨハン・セデルクヴィストが本作で使用される楽曲を手がけるとの報道があった。2020年11月20日、レイクショア・レコーズが本作のサウンドトラックを発売した。

## 公開・マーケティング
2019年8月31日、本作はテルライド映画祭でプレミア上映された。9月11日、第44回トロント国際映画祭で本作の上映が行われた。同日、ソニー・ピクチャーズ クラシックスが本作の全米配給権を購入したと報じられた。2020年2月27日、本作のオフィシャル・トレイラーが公開された。その際、本作のタイトルが『Lyrebird』から『The Last Vermeer』に変更された。10月22日、本作の新しいオフィシャル・トレイラーが公開された。
本作は2020年5月22日に全米公開される予定だったが、新型コロナウイルスの流行のために一旦公開スケジュールから引き上げられ、後に公開日が同年11月20日に再設定された。

## 評価
本作は批評家から好意的に評価されている。映画批評集積サイトのRotten Tomatoesには78件のレビューがあり、批評家支持率は69%、平均点は10点満点で6.4点となっている。サイト側による批評家の見解の要約は「ガイ・ピアースの熟達した演技のお陰で、『最後のフェルメール ナチスを欺いた画家』は史実にインスパイアされたストーリーから面白いドラマを作り上げることに成功している。」となっている。また、Metacriticには15件のレビューがあり、加重平均値は56/100となっている。